# Paraptilotus rufescens
Paraptilotus rufescens är en tvåvingeart som beskrevs av Richards 1965. Paraptilotus rufescens ingår i släktet Paraptilotus och familjen hoppflugor.
Artens utbredningsområde är Kenya. Inga underarter finns listade i Catalogue of Life.